# Waggonrangiergerät

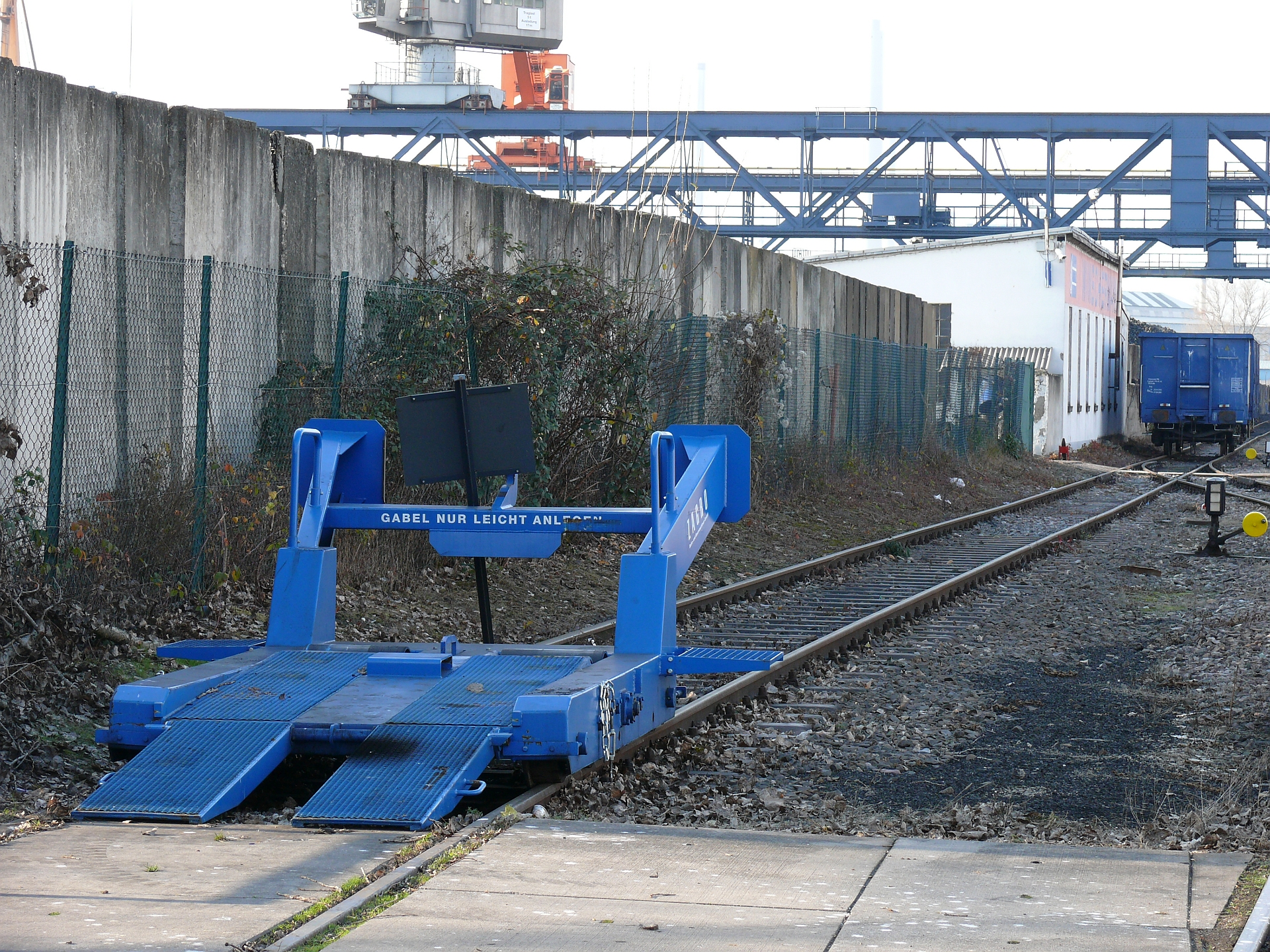
Zagro WRG-N mit heruntergeklappter Auffahrrampe

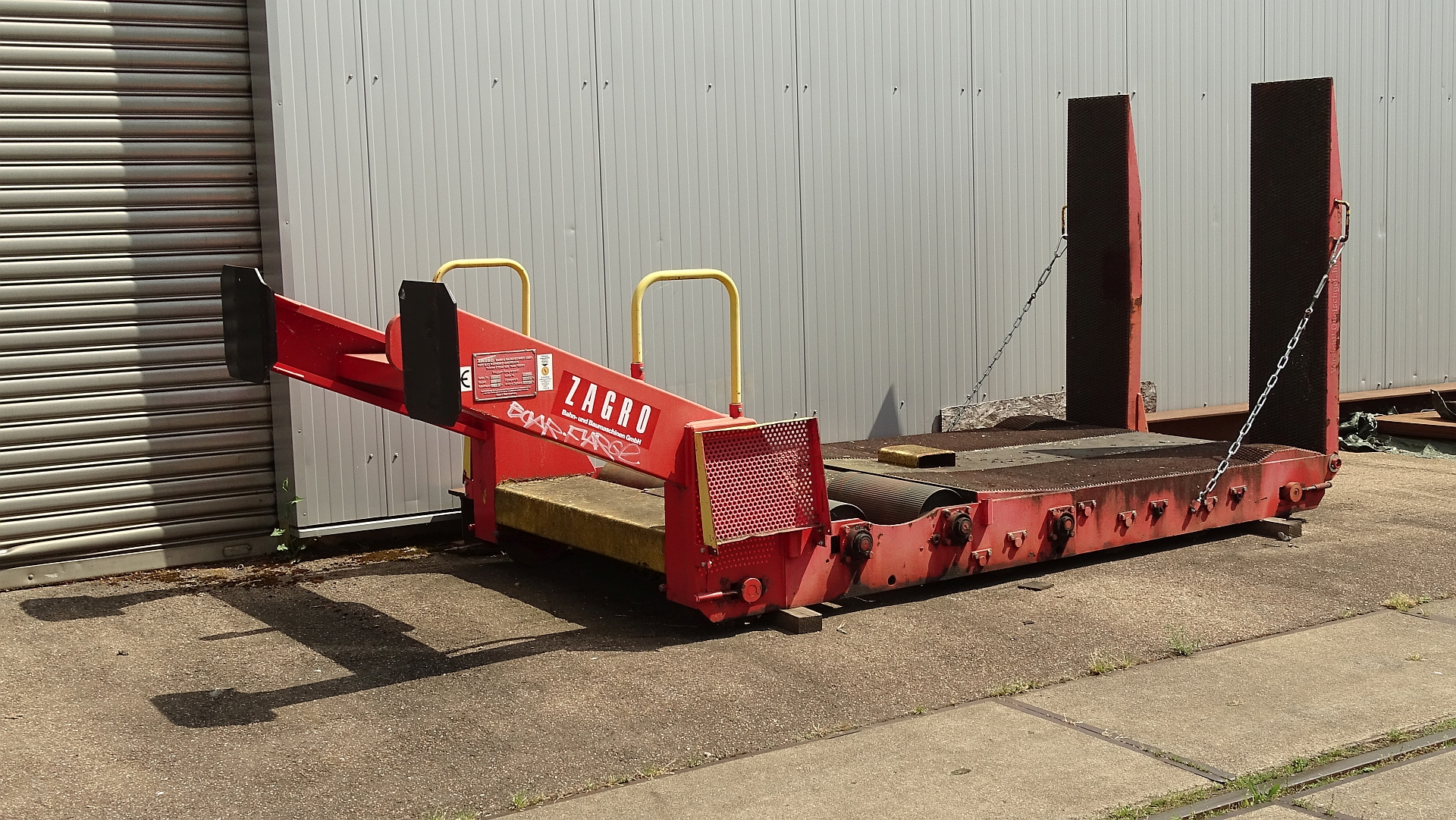
Zagro WRG-S

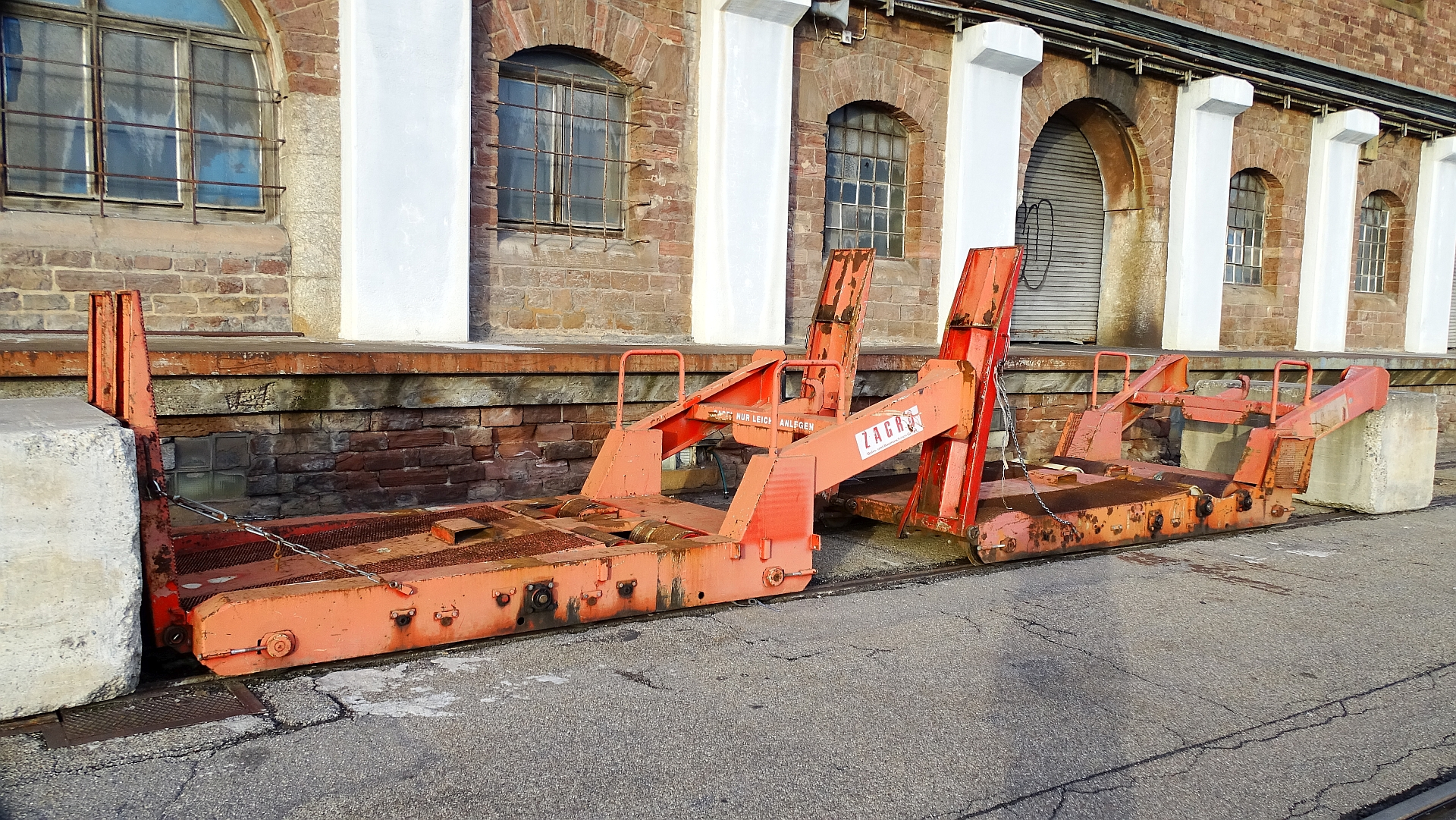
WRG-N vorne und WRG-S hinten im Karlsruher Hafen

Als Waggonrangiergerät, abgekürzt WRG, bezeichnet die Firma ZAGRO das von ihr entwickelte und im Jahre 1973 auf den Markt gebrachte antriebslose Hilfsmittel zum Verschieben von Schienenfahrzeugen, in der Regel Güterwagen auf Werksanschlüssen.

## Geschichte der Firma ZAGRO
Im Jahre 1973 stieg die 1969 gegründete Zappel KG Maschinen- und Apparatebau aus dem Bad Rappenauer Stadtteil Grombach mit einem neu konzipierten
Waggonrangiergerät erstmals in den Bereich der Rangiertechnik im Eisenbahnverkehr ein. Bis dahin hatte sich die Firma mit der Produktion von Rollladenkästen und Produkten im Baumaschinenbereich beschäftigt. 1974 erfolgte die Umfirmierung in ZAGRO Bahn- und Baumaschinen GmbH. Der Name beinhaltet den Familiennamen Zappel sowie den Standort Grombach. Anfang der 1980er Jahre übernimmt man das Zweiwege-Fahrzeugprogramm der Adolf Ries Spezialgerätefabrik, welche schon seit 1970 Zweiwege-Einrichtungen lieferte, und führt die Entwicklung der Zweiwegetechnik und Rangiergeräte in Bad Rappenau fort. 2009 erfolgt unter dem Dach der „Zagro Group“ ein Zusammenschluss der Zweiwege-Fahrzeughersteller Zagro in Grombach, Zweiweg International in Leichlingen und
Schörling Rail Tech GmbH (SRT) in Sehnde. Zur ZAGRO Group gehört seit dem 1. Mai 2011 auch die SHZ Kabinen- und Karosseriebau GmbH als eine 100-prozentige Tochter
der ZAGRO GmbH. Zum 6. Juni 2012 übernahm ZAGRO von einer Investorengruppe den Lokomotivbau der am 23. Februar 2012 in Insolvenz gegangenen „Gmeinder Lokomotivenfabrik GmbH (GLG)“ aus Mosbach und führte diese Sparte als „Gmeinder Bahntechnik GmbH“ weiter (seit dem 3. Juli 2012 „Gmeinder Lokomotiven GmbH“).
Des Weiteren gibt es im Bereich der Zweiwegefahrzeuge eine Zusammenarbeit mit dem niederländischen Fahrzeughersteller Terberg aus IJsselstein.
Aktuell (Stand 2025) gehört ZAGRO in Deutschland zu den Hauptanbietern von Zweiwege-Fahrzeugen.

## Technik des Waggonrangiergeräts
Bei dem von ZAGRO entwickelten Waggonrangiergerät handelt es sich um ein sogenanntes Aufsitz-Rangiermittel, ein antriebsloses Zusatzgerät für serienmäßige Gabelstapler, die von diesen gleisunabhängig an den Einsatzort transportiert werden können und auf die der Gabelstapler auffahren kann. Zum Auffahren sind nur wenige Meter eingedeckte, niveauebene Gleise erforderlich. Nach dem Auffahren stehen die Antriebsräder des Staplers auf vier Walzenrollen des Rangiergerätes. Die Gabelstapler-Reifen übertragen mittels dieser vier Rollen und weiterer Ketten das Antriebsmoment in einem Untersetzungsverhältnis von 1:5 auf die gummibelegten Antriebsräder des Zusatzgeräts, das mit einer Zug- und Stoßeinrichtung ausgerüstet ist. Mittels eines Aufsatzes auf eine der Gabeln wird der Stapler mit dem Rangiergerät fest verbunden (Gabelschuh). Die äußeren Achsen haben gummibelegte Spurkranzräder. Optional ist eine fernbetätigte mechanische Zughakenkupplung montierbar.
Als Antriebseinheit dienen Gabelstapler von 1,5 t bis 9 t. Damit erreicht das Gerät eine Zug- und Bremskraft von bis zu 300 t in der Ebene. Die kleinste Ausführung WRG-N mit 8 Antriebsrädern für Stapler mit einem Gewicht von 1,5 t bis 4 t erreicht je nach verwendeter Antriebseinheit eine Anfahrzugkraft für eine Masse bis zu 1500 kg. Die schwerste Konstruktion WRG-SL6 erreicht mit 10 Antriebsrädern und Staplern von 3 t bis 9 t eine Anfahrzugkraft für eine Masse bis zu 6000 kg. Die Rangiergeschwindigkeit liegt bei etwa 2,5 km/h. Die wartungsarme Konstruktion wird für Spurweiten von 1000 mm bis 1668 mm angeboten. Das Gerät selbst wiegt in der leichteren Ausführung 1,5 t und in der schwersten Variante knapp 3 t. Das WRG-S liegt mit den technischen Kennzahlen zwischen WRG-N und WRG-SL. Jeder Gabelstaplerfahrer ist befugt, das Gerät nach entsprechender Einweisung zu bedienen. Eisenbahnrechtlich werden diese WRG als Rangierhilfsmittel eingestuft und erfordern keine Abnahme. Eine Anzeige bei der Landeseisenbahnaufsicht bzw. bei der technischen Aufsichtsbehörde genügt.
Eine genaue Zahl der gebauten Waggonrangiergeräte „WRG“ ist aktuell nicht bekannt, da neben den neu gebauten Geräten auch gebrauchte und gehandelte Geräte zuweilen wieder eine neue Fabriknummer erhielten. Bekannte Fabriknummer sind beispielsweise die Nummernkreise 1001–1614 für das WRG-N oder 5001–5547 für das WRG-S.
Inzwischen reicht die Produktpalette der Firma ZAGRO von Rangierfahrzeugen über Arbeitsfahrzeuge zur Pflege und Inspektion im Eisenbahnwesen bis zu Not- und
Rettungsfahrzeugen und Umrüstungen nahezu jeder Baumaschine auf ZWEIWEG-Schienenführungen und -Schienenfahreinrichtungen. In der Produktsparte
Kleinrangierer (Zug- und Bremskraft bis 300 t in der Ebene) der Rangierfahrzeuge findet unverändert das Waggonrangiergerät seinen Platz im Angebot (Stand 2025).